# John Morris (curler)
John Morris (ur. 16 grudnia 1978 w Winnipeg, Manitoba) – kanadyjski curler z Calgary, mistrz olimpijski 2010, dwukrotny mistrz świata juniorów oraz mistrz świata. Między 26 kwietnia 2006 a 24 kwietnia 2013 był trzecim a zarazem wicekapitanem w drużynie Kevina Martina. John jest synem Earla Morrisa, wynalazcy stabilizatora. Dorastał w Ottawie, w curling zaczął grać w wieku 5 lat.
Morris zakończył rywalizację w Mistrzostwach Kanady Juniorów 1997 na drugim miejscu, grał wówczas w Ottawa Curling Club. W dwóch następnych imprezach (1998 i 1999) zdobywał złoto, pozwoliło mu to na wyjazd na mistrzostwa świata juniorów. Podczas mistrzostw zdobył dwa razy złoto, w 1998 w finale pokonał drużynę Garry’ego MacKaya ze Szkocji, a w 1999 szwajcarski zespół Christiana Hallera.
Morris przeprowadził się do Południowo-Zachodniego Ontario by studiować. Był wówczas zawodnikiem Stayner Granite Club w Stayner. W 2002 wygrał mistrzostwa prowincji i zakwalifikował się do Nokia Brier 2002 (mistrzostwa Kanady). W rundzie każdy z każdym wygrał 8 a przegrał 3 mecze, wyniki ten umożliwił występ w finale. Drużyna Morrisa zagrała z Randym Ferbeyem, mecz zakończył się wygraną Ferbeya 9:4. W 2004 zamieszkał w Calgary, grał dla Calgary Winter Club. W 2006 zasilił drużynę Kevina Martina, która zakłada sobie zdobycie złotego medalu na Zimowych Igrzyskach Olimpijskich 2010 szczególnie, że odbędzie się ona w ich ojczyźnie.
Morris został potrącony przez samochód 27 lutego 2007, kilka dni przed Mistrzostwami Kanady 2007. Dawano mu 50% szans na wystąpienie w zawodach.
Wystąpił jednak na mistrzostwach, drużyna Alberty zakwalifikowała się do strefy play off z 4. miejsca. Przegrała pierwsze spotkanie z Manitobą (Jeff Stoughton) 3:6. Poprzedniego dnia Alberta grała w round-robin z Manitobą, ten mecz wygrała 7:6 (w 11 endach). Przy jednym ze swoich niecelnych zagrań John był tak zły, że aż złamał szczotkę o swoje kolano, kibice głośno odpowiedzieli na jego zachowanie. Ochłonął gdy okazało się, że statystycznie jest najlepszym zawodnikiem na swojej pozycji.
John Morris wraz z Kevinem Martinem powrócili na Mistrzostwa Kanady 2008. Kilka tygodni przed mistrzostwami złamał prawą rękę, bronił strażaka w bójce w barze. Musiał nosić specjalne szelki podczas szczotkowania. Z bilansem 11-0 zespół Martina zajął 1. miejsce w round-robin i grał w wyższym play offie, drużyna zmierzyła się tam ze Saskatchewanem (Pat Simmons) 8:7. Po wygranym meczu Alberta od razu znalazła się w finale, tam dzięki trudnemu lodowi pokonała Ontario (Glenn Howard) 5:4. By przypieczętować zwycięstwo Martin w 10. endzie popisał się idealnym drawem na guzik. John Morris z 90% skutecznością został wybrany MVP finału.
W Mistrzostwach Świata 2008 Kanada wraz z Morrisem w round-robin zdobyła pierwszą pozycję (10-1, przegrana 5:6 z Chinami, Wang Fengchun). W rundzie zasadniczej na początku Kanada spotkała się ze Szkocją, mecz przegrała wynikiem 6:7. Następnie spotkała się w półfinale z Norwegią (5:4) i w finale ponownie rywalizowała ze Szkocją. Tym razem Kanadyjczycy zrewanżowali się i wygrali 6:3 zdobywając tym samym tytuł mistrzów świata. Morris był jednym z najlepiej grających zawodników, jego średnia skuteczność wynosiła 91% (pierwszy na pozycji trzeciego), w finale popisał się 95% skutecznością.
W krajowych rozgrywkach 2009 drużyna Martina okazał się bezkonkurencyjna, bez żadnej porażki wygrała Boston Pizza Cup 2009 i Tim Hortons Brier 2009. Morris uzyskał średnią skuteczność 90% i został wybrany do drugiej drużyny All-Stars. Na MŚ 2009 zdobył srebrny medal, Kanadyjczyków pokonali jedynie Szkoci (David Murdoch), trzykrotnie), w finale 7:6.
Morris wraz z drużyną Martina reprezentował Kanadę na Zimowych Igrzyskach Olimpijskich 2010. Kwalifikację olimpijską wywalczył wygrywając Canadian Olympic Curling Trials 2009. Jako gospodarz turnieju olimpijskiego Kanadyjczycy wygrali wszystkie swoje mecze, w finale pokonując Norwegię (Thomas Ulsrud) 6:3. W 2011 i 2013 uczestniczył w mistrzostwach kraju, zespół z Alberty uplasował się na 4. i 5. miejscu.
24 kwietnia 2013 ogłosił odejście z zespołu Kevina Martina. Tydzień później do wiadomości podano, że Morris w sezonie 2013/2014 dołączy do drużyny Jima Cottera. Ostatecznie Morris objął funkcję skipa grającego na trzeciej pozycji. Drużyna z nowym zawodnikiem szybko się zgrała i zwyciężyła w pierwszym etapie kwalifikacji olimpijskich do Soczi 2014. W głównym turnieju drużyna z Vernon awansowała do finału, uległa tam 4:7 Bradowi Jacobsowi. Później Morris zdobył tytuł mistrza Kolumbii Brytyjskiej i wystąpił w Tim Hortons Brier 2014. W tych zawodach ponownie znalazł się w finale, tym razem wynikiem 10:5 lepsza była reprezentacja Alberty (Kevon Koe).
W sezonie 2014/2015 Kevin Koe odszedł ze swojego zespołu, jego miejsce zajął John Morris. W tej sytuacji John miał zapewniony udział w Mistrzostwach Kanady 2015 jako Team Canada. Team Canada do fazy finałowej zakwalifikował się z 4. miejsca. Po dwóch wygranych meczach zespół awansował do finału. Morris sięgnął po złoty medal zwyciężając 6:5 nad Northern Ontario (Brad Jacobs). Kanadyjczycy w rundzie grupowej MŚ 2015 wygrali 10 z 11 meczów i uplasowali się na 2. miejscu. W fazie finałowej przegrali 6:7 i 3:6 z Norwegami (Thomas Ulsrud) i Szwedami (Niklas Edin). Ostatecznie Kanada po pokonaniu 8:4 Finów (Aku Kauste) zdobyła brązowe medale. W 2016 roku, Morris podczas Tim Hortons Brier 2016 z bilansem 6-5 uplasował się na 5. miejscu.
Morris zawodowo jest nauczycielem dzieci o specjalnych potrzebach, był również strażakiem w Chestermere. W 2009 roku wydał książkę Fit to Curl, poświęconą przygotowaniu fizycznemu w curlingu.

## Wielki Szlem
| Turniej                | 2002–03 | 2003–04 | 2004–05 | 2005–06 | 2006–07 | 2007–08 | 2008–09 | 2009–10 | 2010–11 | 2011-12 | 2012-13 | 2013-14 | 2014-15 |
| ---------------------- | ------- | ------- | ------- | ------- | ------- | ------- | ------- | ------- | ------- | ------- | ------- | ------- | ------- |
| Canadian Open          | A       | A       | SF      | F       | W       | W       | F       | W       | QF      | QF      | x       | x       | x       |
| Masters                | A       | QF      | x       | QF      | SF      | QF      | QF      | QF      | QF      | SF      | SF      | A       | x       |
| The National           | A       | A       | QF      | x       | W       | W       | SF      | x       | W       | F       | SF      | A       | QF      |
| Elite 10               | –       | –       | –       | –       | –       | –       | –       | –       | –       | –       | –       | –       | A       |
| Players’ Championships | F       | W       | x       | QF      | W       | F       | SF      | W       | W       | SF      | x       | A       | A       |

| A  | = nie uczestniczył                         |
| x  | = nie zakwalifikował się do fazy finałowej |
| QF | = ćwierćfinał                              |
| SF | = półfinał                                 |
| F  | = finał                                    |
| W  | = zwycięstwo                               |

## Drużyna
|           | Czwarty      | Trzeci             | Drugi          | Otwierający    |
| --------- | ------------ | ------------------ | -------------- | -------------- |
| 2015/2016 | Pat Simmons  | John Morris        | Carter Rycroft | Nolan Thiessen |
| 2014/2015 | John Morris  | Pat Simmons        | Carter Rycroft | Nolan Thiessen |
| 2013/2014 | Jim Cotter   | John Morris (skip) | Tyrel Griffith | Rick Sawatsky  |
| 2006/2013 | Kevin Martin | John Morris        | Marc Kennedy   | Ben Hebert     |
| 2002      | John Morris  | Joe Frans          | Craig Savill   | Brent Laing    |
| 1999      | John Morris  | Craig Savill       | Jason Young    | Brent Laing    |
| 1998      | John Morris  | Craig Savill       | Andy Ormsby    | Brent Laing    |

## Canadian Team Ranking System
Pozycje drużyn Johna Morrisa w rankingu CTRS:
- 2014/2015: 10.
- 2013/2014: 8.[9]
- 2012/2013: 6.
- 2011/2012: 3.
- 2010/2011: 1.
- 2009/2010: 1.
- 2008/2009: 2.
- 2007/2008: 2.
- 2006/2007: 1.

## Nagrody
- Canadian Junior Men First Team All-star skip: 1998, 1999
- WJCC All-star skip: 1999
- Canadian Citizenship Award: 1999
- Canadian Men’s Curling Championship First Team All-star Third: 2007, 2008
- Canadian Men’s Curling Championship Second Team All-star Third: 2009